# Port lotniczy Buenaventura
Port lotniczy Buenaventura (IATA: BUN, ICAO: SKBU) – port lotniczy położony w Buenaventura, w departamencie Valle del Cauca, w Kolumbii.